# PGC 9
PGC 9 je galaksija v ozvezdju Oktanta. Galaksija je v sistemu z galaksijama PGC 8 in PGC 11.